# Philipaster
Philipaster is een geslacht van uitgestorven zee-egels uit de familie Scutellinoididae. Vertegenwoordigers van dit geslacht zijn slechts als fossiel bekend.